# 존알람
존알람(ZoneAlarm)은 소비자 안티바이러스, 방화벽 제품을 제공하는 인터넷 보안 소프트웨어 기업이다. 존알람은 존 랩스이 개발하였으며 2004년 3월 체크 포인트에 인수되었다. 존알람의 방화벽 보안 제품에는 인바운드 침입 탐지 시스템, 어느 프로그램이 아웃바운드 연결을 할 수 있는지 통제하는 기능이 포함된다.

## 기술 개요
존알람에서 프로그램 접근은 존(zone)이라는 방법으로 통제되며, 모든 네트워크 연결이 존으로 구분된다. 신뢰 존(trusted zone)에는 일반적으로 사용자의 근거리 통신망이 포함되며 파일 및 프린터와 같은 자원을 공유할 수 있다. 인터넷 존에는 신뢰 존에 속하지 않는 모든 것이 포함된다. 사용자는 인터넷 접속 전(예: 처음으로 실행하기 전) 프로그램에 권한(신뢰 존 클라이언트, 신뢰 존 서버, 인터넷 존 클라이언트, 인터넷 존 서버)을 지정할 수 있다. 아니면 존알람이 처음 접근 시도 시 사용자에게 프로그램 권한 제공을 요청할 수 있다.

## 수상 및 인증
존알람 방화벽의 무료 및 프로 에디션 모두 2017년 PCMag의 에디터스 초이스에 선정되었다.

## 같이 보기
- 바이러스 검사 소프트웨어 비교